# Hromadśke.TV
Hromadśke.TV (ukr. Громадське ТБ, Громадське телебачення) – ukraińska telewizja internetowa, która rozpoczęła nadawanie 22 listopada 2013 roku. Projekt został zaanonsowany 11 czerwca 2013 roku i zarejestrowany jako organizacja pozarządowa. Realizację projektu sfinansowano z międzynarodowego funduszu „Widrodżennia”, środków ambasad USA i Holandii na Ukrainie oraz wsparcia dziennikarzy i dotacji mieszkańców Ukrainy. W grudniu 2013 roku Hromadśke.TV zebrała 7,5 mln unikalnych widzów i zajęła pierwsze miejsce w rankingu telewizji internetowych Ukrainy według magazynu Forbes Ukraina.

## Historia
Idea projektu zrodziła się u dziennikarza Roman Skrypina we wrześniu 2012 roku. Podstawą nowego zespołu byli dziennikarze telewizji TVi, którzy odeszli ze stacji w kwietniu 2013 roku na tle konfliktu z powodu zmian w strukturze własności kanału. Przyłączyli się do nich dziennikarze telewizji 1+1, kanału 5 oraz innych ukraińskich stacji. Projekt został oficjalnie ogłoszony w czerwcu 2013 roku. W skład grupy założycielskiej weszło piętnastu dziennikarzy: Zurab Ałasanija, Serhij Andruszko, Julija Bankowa, Andrij Basztowy, Roman Wintoniw, Jewhen Hlibowicki, Dmytro Hnap, Natalija Humeniuk, Bohdan Kutiepow, Mustafa Najem, Marjana Pocztar, Andrij Sajczuk, Roman Skrypin, Anastasija Stańko i Danyło Janewski.
Zaplanowano, że kanał rozpocznie nadawanie we wrześniu 2013 roku. Jednakże pierwsza transmisja miała miejsce 22 października 2013 roku o godzinie 14:00. Początkowo była ona planowana na 18:00, ale nastąpiła kilka godzin wcześniej z powodu decyzji ukraińskiego rządu podjętej poprzedniego dnia o zawieszeniu przygotowań do podpisania umowy stowarzyszeniowej z Unią Europejską. W czasie ulicznych protestów, które wowóczas nastąpiły, liczba widzów sięgnęła 100 tys. w tym samym czasie. 29 listopada dwóch dziennikarzy stacji zostało pobitych w centrum Kijowa, rozbito im kamery oraz odebrano nośniki danych z wideozapisem.
Na ekranie stacji goszczą nie tylko politycy opozycji i osoby publiczne, ale także przedstawiciele władz.
Z początkiem marca 2014 bloki programowe Hromadśke.TV rozpoczął transmitować państwowy kanał Pierwszy.
W 2015 roku zespoły „Ukrainśkiej prawdy”, Hromadśke.TV i Centr UA podjęli decyzję o utworzeniu wspólnego biura coworkingowego MediaHub, którego oficjalne otwarcie nastąpiło 27 lutego. Inicjatorem przedsięwzięcia była właścicielka „Ukraińskiej prawdy” Ołena Prytuła, dziennikarze Mustafa Najem, Serhij Łeszczenko, Roman Skrypin i aktywistka Switłana Zaliszczuk. Pomieszczenie udało się znaleźć w gmachu przedsiębiorstwa „Kijewgorstroj” w rejonie peczerskim w Kijowie.

## Popularność
Pod koniec października 2013 roku liczba widzów kanału sięgała 100 tys. jednocześnie. Do konieca lutego 2014 roku profil Hromadśke.TV na YouTube zebrał 30 mln odsłon. Pod koniec kwietnia 2014 liczba subskrybentów stacji w serwisie YouTube sięgnęła 250 tys. użytkowników.

## Finansowanie
W 2013 roku pierwszą transzę 88 000 hrywien do budżetu stworzonego przez kanał wpłacił fundusz „Widrodżennia” – ukraiński oddział międzynarodowego funduszu „Renaissance” (ang.  International Renaissance Foundation (IRF)), finansowanego przez amerykańskiego miliardera George’a Sorosa, należącego do sieci amerykańskiej fundacji Instytutu Społeczeństwa Otwartego (ang. Open Society Foundation); od ambasady USA otrzymano – 400 000 hrywien; od ambasady Królestwa Niderlandów – 793 000 hrywien; z prywatnych darowizn – 550 000 hrywien.
Zapowiedziany budżet Hromadśke.TV w 2014 roku wyniósł 15 mln hrywien. Kanał przed upływem wyznaczonego czasu zebrał ponad milion hrywien na crowdfundingowej platformie „Spilnokoszt”, choć pierwotnie planowano zebrać 100 tys. (z powodu inflacji, wartość zebranej sumy spadła o 30%). Według ostrożnych szacunków, Hromadśke.TV potrzebuje około 12–15 mln hrywien rocznie – na funkcjonowanie (większość zatrudnionych pracuje jako wolni strzelcy) i rozwój.

## Polityka redakcyjna
Początkowo ośmiu dziennikarzy-założycieli – Roman Skrypin, Dmytro Hnap, Mustafa Najem, Julija Bankowa, Serhij Andruszko, Roman Wintoniw, Danyło Janewski i Andrij Basztowy weszło do tak zwanej „Rady programowej” – samorządu kanału, gdzie przewodniczący wybierany jest na okres jednego roku. Przewodniczącym Rady programowej Hromadśke.TV został Roman Skrypin.
Pracownicy programu wchodzą w trzy grupy emisyjne, odpowiedzialnych za produkcję rano, w ciągu dnia i wieczorem. Na każdą grupę składa się 1-2 pracowników wiodących, redaktor naczelny, drugi redaktor, producent, reżyser, inżynier dźwięku i producent liniowy, który jest zaangażowany w kwestie organizacyjne oraz koordynację osób nagrywających i przesyłających materiały wideo z miejsc wydarzeń (w tym amatorów posługujących się np. telefonami komórkowymi). Dzień roboczy pracownika wynosi 6-7 godzin. W przypadku zaistnienia nieprzewidzianych okoliczności, praca nie jest normowana.

## Kontrowersje
Zespół kanału został oskarżony o niekompetencję, niezdolność do prowadzenia dialogu w studiu, stronniczość opinii i nadmierną ekspresyjność diagonalną.
W lipcu 2014 roku, stacja Hromadśke.TV przerwała wywiad na żywo z Tatianą Łokszyną, rosyjską działaczką na rzecz praw człowieka i dyrektor programową moskiewskiego biura Human Rights Watch (HRW), gdy ta w rozmowie o cywilnych ofiarach konfliktu na wschodniej Ukrainie nie chciała wprost obarczyć zań winą Rosji (HRW nigdy nie podejmuje kwestii politycznej odpowiedzialności), mimo nalegań ze strony prowadzącego program, Danyła Janewskiego.

## Nadawanie
Kanał Hromadśke.TV nadaje całą dobę, ale bez ustalonej siatki programowej powiązanej z blokami reklamowymi – reklamy nie są nadawane Koordynacją programu zajmuje się producent linii. Programy na żywo przemieszane są z powtórkami. Kanał zatrudnia około trzydziestu pracowników.
Przy transmisjach na żywo Hromadśke.TV korzysta z usług serwisu „Ustream”.
Regularne transmisje Hromadśke.TV prowadzone są za pośrednictwem serwisu YouTube, z którym stacja podpisała umowę partnerską, a także poprzez aplikacje multimedialne Android, iTunes i Diwan.TV.